# Calliclopius
Calliclopius is een geslacht van wantsen uit de familie van de Reduviidae (Roofwantsen). Het geslacht werd voor het eerst wetenschappelijk beschreven door Carl Stål in 1868.

## Soorten
Het genus is monotypisch en bevat alleen de volgende soort:

- Calliclopius nigripes (Linnaeus, 1767)